# Бліссфілд (Мічиган)
Бліссфілд (англ. Blissfield) — селище (англ. village) в США, в окрузі Ленаві штату Мічиган. Населення — 3277 осіб (2020).

## Географія
Бліссфілд розташований за координатами 41°49′52″ пн. ш. 83°51′51″ зх. д. / 41.83111° пн. ш. 83.86417° зх. д. (41.831034, -83.864239).  За даними Бюро перепису населення США в 2010 році селище мало площу 5,94 км², з яких 5,80 км² — суходіл та 0,14 км² — водойми.

## Демографія
Згідно з переписом 2010 року, у селищі мешкало 3340 осіб у 1349 домогосподарствах у складі 924 родин. Густота населення становила 563 особи/км².  Було 1470 помешкань (248/км²).
Расовий склад населення:
| - 96,6 % — білих - 0,5 % — корінних американців - 0,3 % — чорних або афроамериканців - 0,2 % — азіатів |

До двох чи більше рас належало 1,6 %. Частка іспаномовних становила 5,1 % від усіх жителів.
За віковим діапазоном населення розподілялося таким чином: 25,6 % — особи молодші 18 років, 58,9 % — особи у віці 18—64 років, 15,5 % — особи у віці 65 років та старші. Медіана віку мешканця становила 38,8 року. На 100 осіб жіночої статі у селищі припадало 93,4 чоловіків;  на 100 жінок у віці від 18 років та старших — 87,5 чоловіків також старших 18 років.
Середній дохід на одне домашнє господарство  становив 56 495 доларів США (медіана — 46 350), а середній дохід на одну сім'ю — 68 725 доларів (медіана — 56 121). Медіана доходів становила 51 210 доларів для чоловіків та 41 083 долари для жінок. За межею бідності перебувало 16,4 % осіб, у тому числі 26,3 % дітей у віці до 18 років та 9,7 % осіб у віці 65 років та старших.
Цивільне працевлаштоване населення становило 1509 осіб. Основні галузі зайнятості: освіта, охорона здоров'я та соціальна допомога — 24,8 %, виробництво — 16,0 %, роздрібна торгівля — 10,6 %, науковці, спеціалісти, менеджери — 9,8 %.